# 긴카이정
긴카이정(琴海町)은 나가사키현 나가사키현 니시소노기 반도에 있던 정으로, 니시소노기군에 속해 있었다. 
2006년 1월 4일에 나가사키시에 편입되어 자치단체로서는 소멸하였다.
본 항목에서는 현재 나가사키시의 한 지구인 고토카이(琴海)에 대해서도 설명한다. 킨카이 지구(나가사키시청 킨카이 지역센터 관내)의 인구는 12,313명(2018년 2월 말 기준, 주민기본대장)이다.

## 지리
니시히노키 반도의 동부에 위치한다. 마을 서부는 해발 561m의 나가우라산과 이이모리산 등이 이어져 있으며, 마을 전체가 동쪽을 향한 완만한 경사면으로 이루어져 있다. 경사면에는 조릿대 숲과 삼나무, 편백나무 숲, 귤밭 등이 펼쳐져 있다.
해안은 오무라만에 접해 있으며, 리아스식 해안이 복잡하게 얽혀 있다. 마을의 북쪽에는 오도 반도가 남쪽으로 뻗어 있고, 반도 사이에 있는 가가미만은 파도가 잔잔하다. 해안을 따라 약간의 평지가 있고, 논과 포도밭, 비닐하우스 등이 많다. 국도 206호도 이 평지를 남북으로 달린다.
1960년대에는 마을 남쪽에 긴카이 뉴타운이 조성되었고, 1980년대 후반부터 해안 반도 지역에 3개의 골프장이 잇따라 들어섰다. 

## 역사
- 1889년 4월 1일 - 정촌제 시행에 의해 니시소노기군 무라마쓰촌, 나가우라촌이 성립하였다.
- 1959년 1월 15일 - 무라마쓰촌의 일부(무라마쓰고, 도네고, 사이카이고)와 나가우라촌이 대등합병하여 긴카이촌을 출범시켰다. 마을 이름의 유래는 오무라만의 별칭인 '긴카이우미(琴湖)'에서 유래했다.
- 1969년 1월 1일 - 정으로 승격해 긴카이정이 되었다.
- 2006년 1월 4일 - 나가사키시에 편입, 긴카이정은 자치단체로서는 소멸하였다.

## 교통

### 도로
- 국도 206호선
- 나가사키현도 제57호선
- 나가사키현도 제204호선
- 나가사키현도 제209호선
- 나가사키현도 제242호선